# Panteleimonovskoye (Krasnodar)
Pantelemonovskoye (del ruso: Пантелемоновское) es un selo del raión de Uspénskoye del krai de Krasnodar, en el sur de Rusia. Está situado en la orilla derecha del río Urup, afluente del río Kubán, frente a Beskórbnaya, 23 km al sur de Uspénskoye y 191 km al sureste de Krasnodar, la capital del krai. Tenía 183 habitantes en 2010.
Pertenece al municipio Triojselskoye.